# Abner (calciatore 1996)
Abner Felipe Souza de Almeida, meglio conosciuto come Abner (Londrina, 30 maggio 1996), è un calciatore brasiliano, difensore del Dunkerque.

## Caratteristiche tecniche
Terzino sinistro dotato di un'ottima corsa e di un buon piede mancino, abile soprattutto in fase offensiva ma nondimeno anche in quella difensiva (è molto bravo nei tackle), è stato paragonato a Marcelo e Roberto Carlos.

## Carriera

### Club
Cresciuto nel Coritiba, dopo essersi imposto come uno dei maggiori talenti del calcio brasiliano nel 2014 passa a parametro zero al Real Madrid Castilla. Rallentato da gravi infortuni alle ginocchia, colleziona soltanto 24 presenze totali in tre stagioni; il 19 agosto 2017 viene ceduto in prestito stagionale all'Estoril Praia.

### Nazionale
Ha giocato nelle nazionali giovanili brasiliane Under-17 ed Under-20.

## Statistiche

### Presenze e reti nei club
Statistiche aggiornate al 26 febbraio 2018.
| Stagione                    | Squadra                     | Campionato                  | Campionato | Campionato | Coppe nazionali | Coppe nazionali | Coppe nazionali | Coppe continentali | Coppe continentali | Coppe continentali | Altre coppe | Altre coppe | Altre coppe | Totale | Totale |
| Stagione                    | Squadra                     | Comp                        | Pres       | Reti       | Comp            | Pres            | Reti            | Comp               | Pres               | Reti               | Comp        | Pres        | Reti        | Pres   | Reti   |
| --------------------------- | --------------------------- | --------------------------- | ---------- | ---------- | --------------- | --------------- | --------------- | ------------------ | ------------------ | ------------------ | ----------- | ----------- | ----------- | ------ | ------ |
| 2013                        | Coritiba                    | A                           | 1          | 0          | CB              | -               | -               | -                  | -                  | -                  | -           | -           | -           | 1      | 0      |
| 2014-2015                   | Real Madrid Castilla        | SDB                         | 2          | 0          | -               | -               | -               | -                  | -                  | -                  | -           | -           | -           | 2      | 0      |
| 2015-2016                   | Real Madrid Castilla        | SDB                         | 1          | 0          | -               | -               | -               | -                  | -                  | -                  | -           | -           | -           | 1      | 0      |
| 2016-2017                   | Real Madrid Castilla        | SDB                         | 21         | 0          | -               | -               | -               | -                  | -                  | -                  | -           | -           | -           | 21     | 0      |
| Totale Real Madrid Castilla | Totale Real Madrid Castilla | Totale Real Madrid Castilla | 24         | 0          |                 | -               | -               |                    | -                  | -                  |             | -           | -           | 24     | 0      |
| 2017-2018                   | Estoril Praia               | PL                          | 10         | 0          | TdP+TdL         | 0+1             | 0               | -                  | -                  | -                  | -           | -           | -           | 11     | 0      |
| Totale carriera             | Totale carriera             | Totale carriera             | 35         | 0          |                 | 1               | 0               |                    | -                  | -                  |             | -           | -           | 36     | 0      |